# Aeroportul Rafsanjan
Aeroportul Rafsanjan (IATA: RJN, ICAO: OIKR) este un aeroport din Kerman⁠(d), Iran ce deservește zona Rafsanjan.
Situat la o altitudine de 1.615 m, aeroportul dispune de o singură pistă.